# Tessa Bonhomme
Tessa Bonhomme (Greater Sudbury, 23 luglio 1985) è una hockeista su ghiaccio canadese.
Ha vinto la medaglia d'oro olimpica alle Olimpiadi invernali 2010 svoltesi a Vancouver, trionfando con la sua nazionale nel torneo femminile di hockey su ghiaccio.
Ha conquistato inoltre due medaglie d'oro (2007 e 2012) e tre medaglie d'argento (2009, 2011 e 2013) nelle sue partecipazioni al campionato mondiale di hockey su ghiaccio femminile.